# Koło Mohra

Rys. 1 – koło Mohra dla przestrzennego stanu naprężenia. Punkt reprezentujący naprężenia normalne i styczne działające w przekroju dowolnie zorientowanym leży w zielonym obszarze.

Koło Mohra (koło naprężeń) – graficzna reprezentacja (rys. 1) stanu naprężenia, opracowana przez niemieckiego inżyniera Christiana Mohra.

## Płaski stan naprężenia

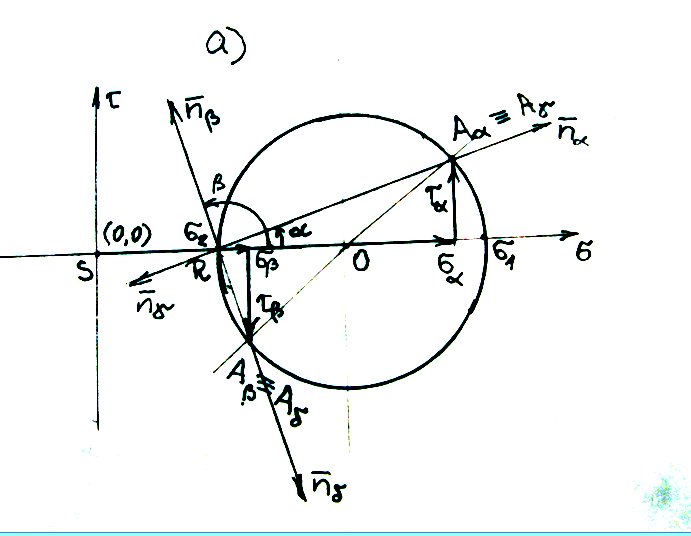
Rys. 2a – koło Mohra i naprężenia

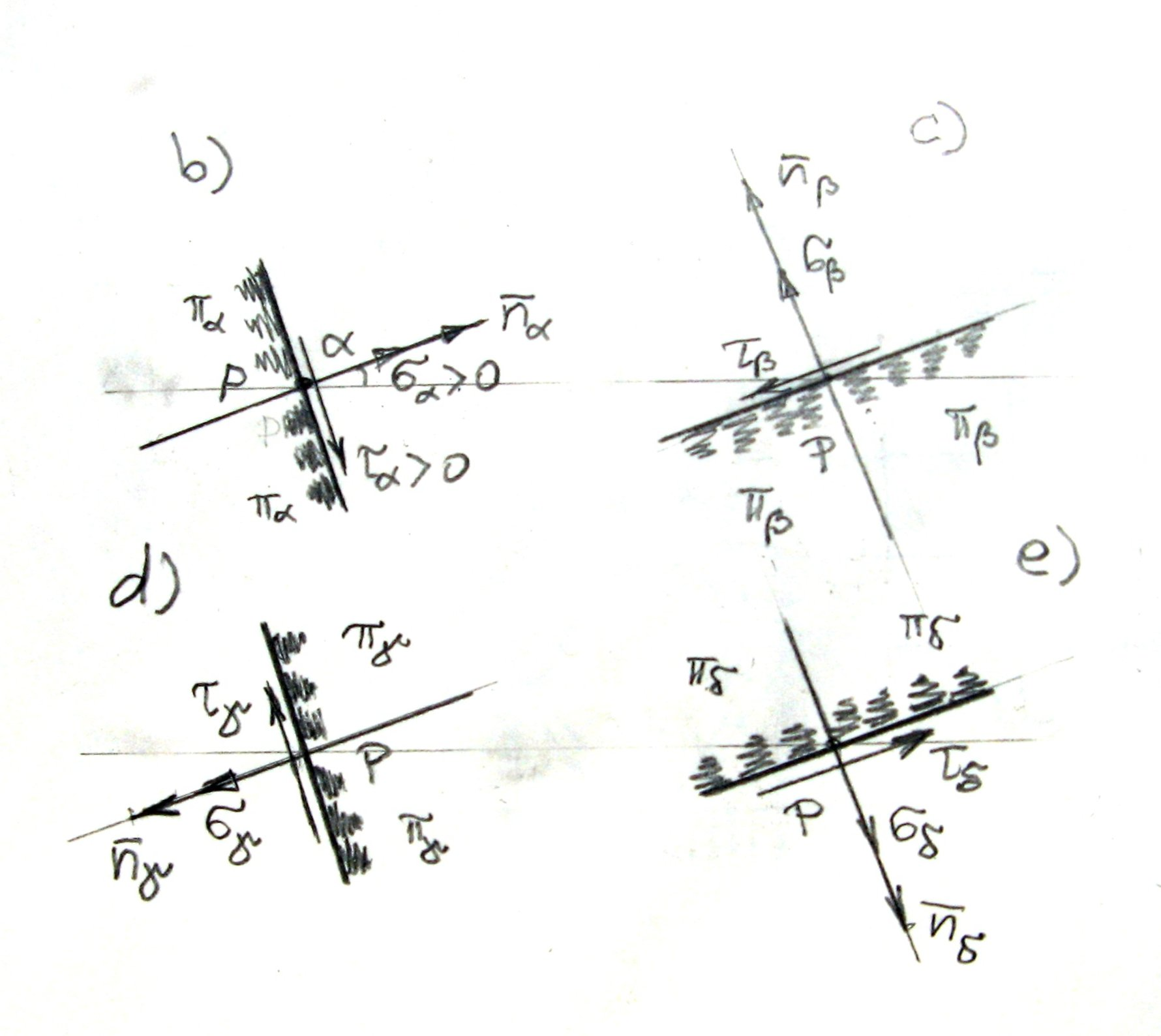
Rys. 2b-e – naprężenia w punkcie półpłaszczyzn

## Płaski „stan bezwładności”

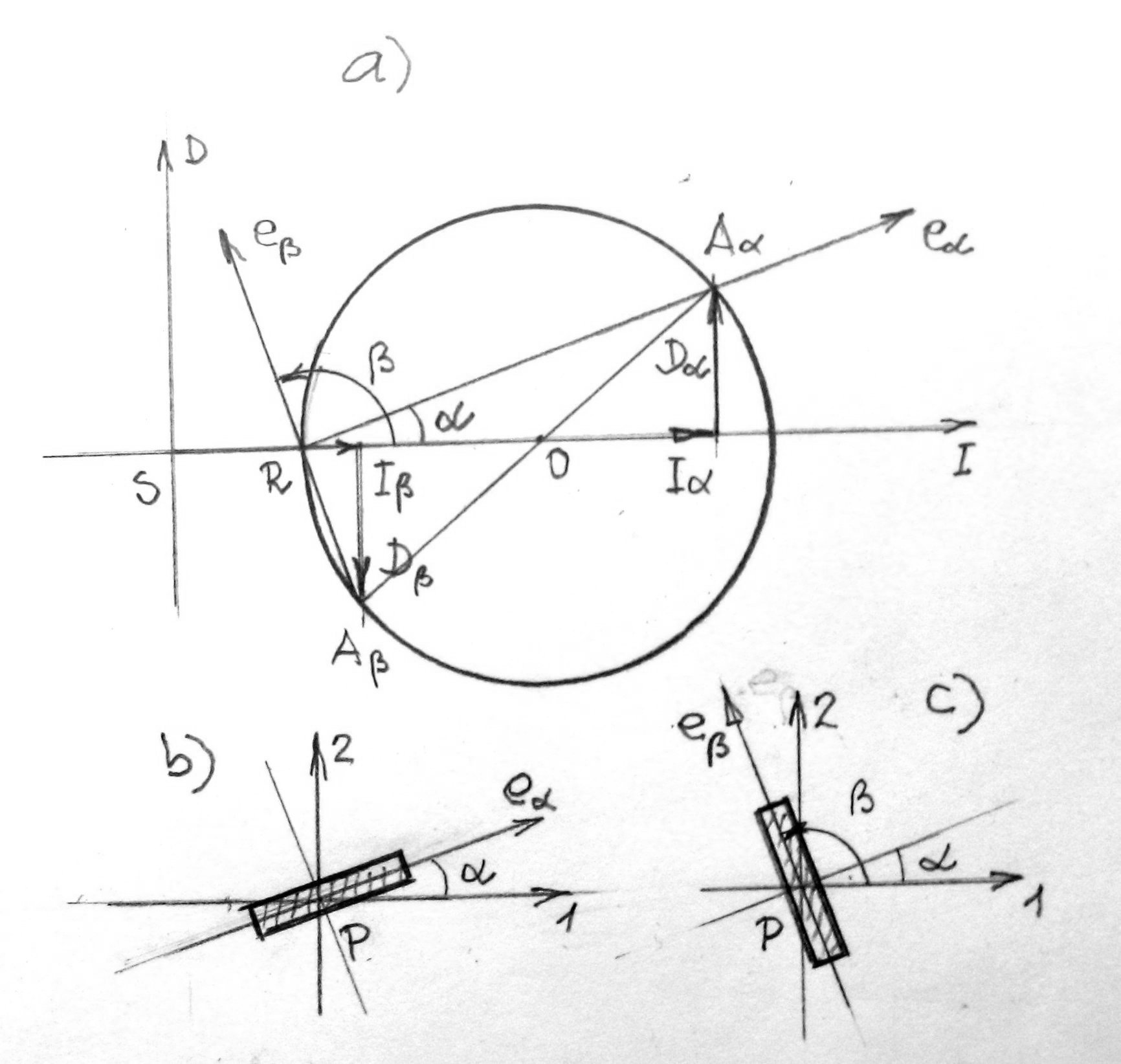
Rys. 3 – koło Mohra dla momentów bezwładności

## Elipsa bezwładności

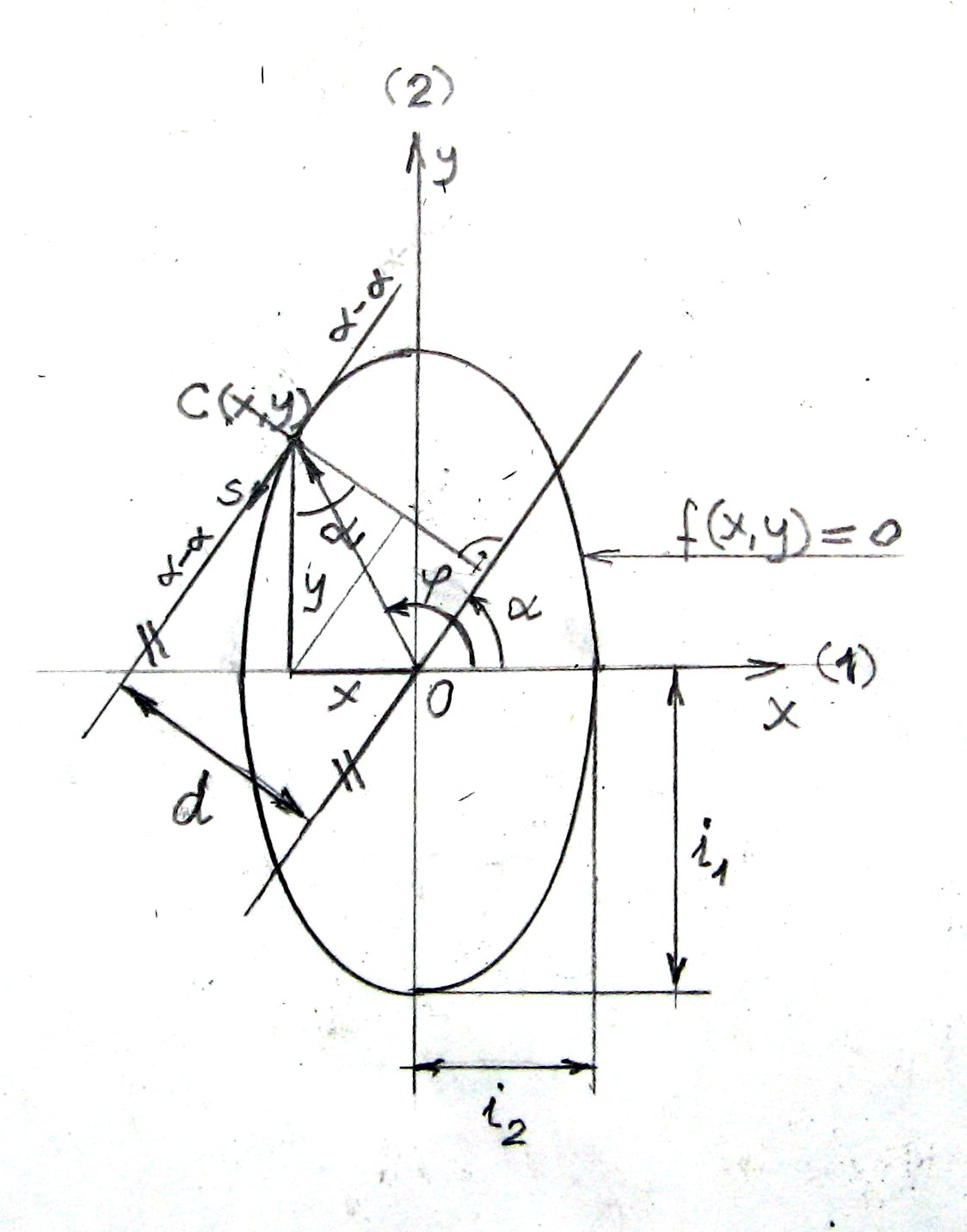
Rys. 4 – elipsa i promienie bezwładności

## Przykład

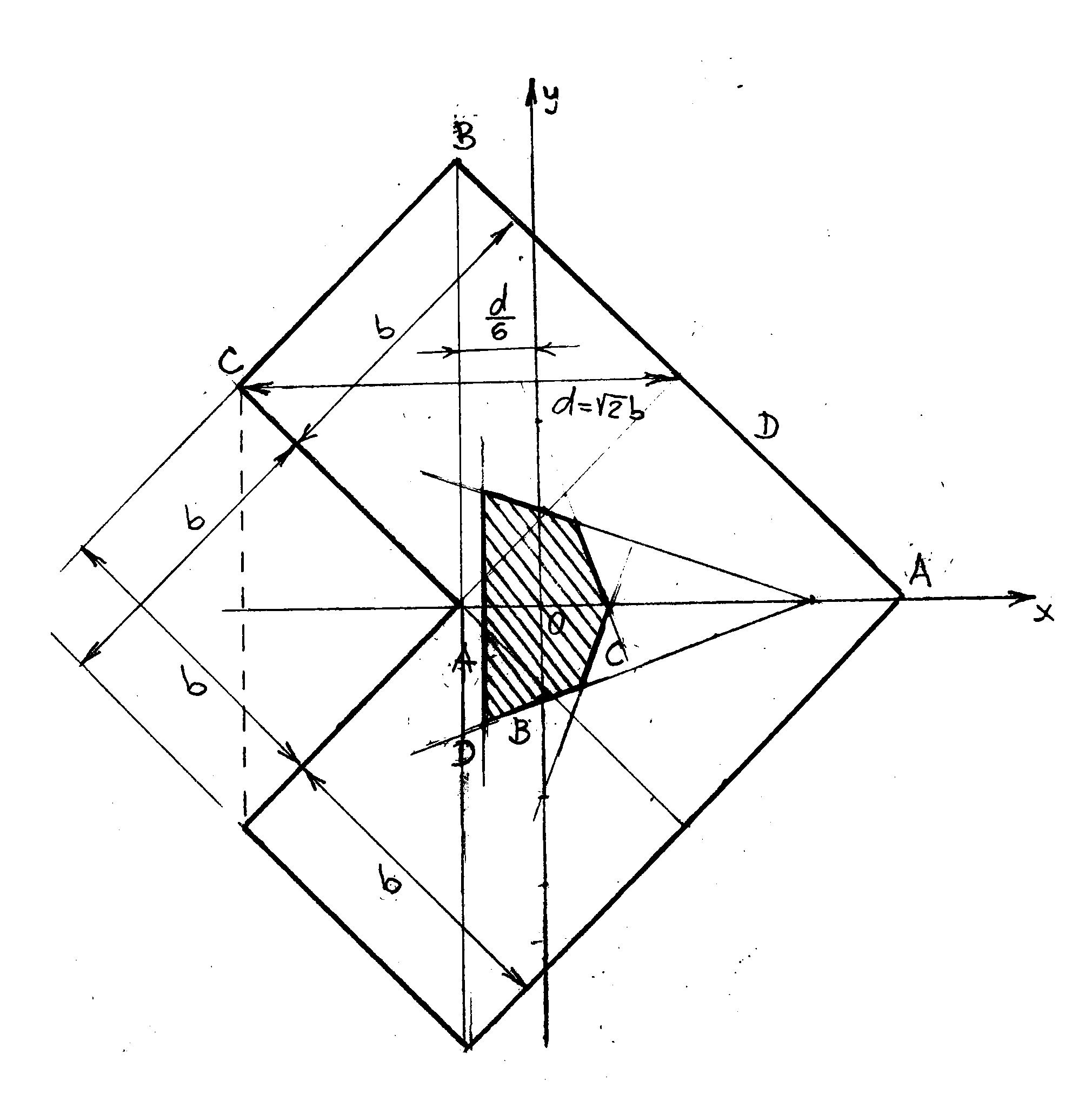
Rys. 5 – rdzeń przekroju; linią przerywaną zaznaczono fragment obwiedni (obrysu) przekroju